# Ben Street

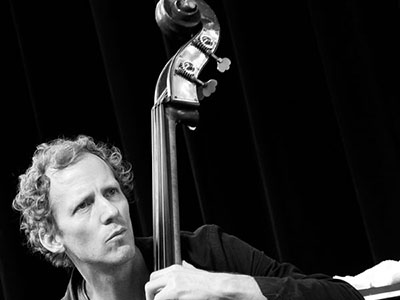
Ben Street

Ben Street is een Amerikaanse jazzcontrabassist.
Street studeerde aan New England Conservatory of Music in Boston bij Miroslav Vitous en Dave Holland. In 1991 ging hij in New York wonen en werken met avant-garde- en freejazz-musici. Hij speelde en/of nam op met onder meer Kurt Rosenwinkel, Lee Konitz, Jakob Bro, Ben Monder, Sam Rivers, Joey Calderazzo, Gene Bertoncini, Bobby Selvaggio, Eugene Maslov, Dominique Eade, Chris Cheek, Billy Hart en Cyndi Lauper. Met Andrew Cyrille en Søren Kjœrgaard nam hij voor Ilk Music enkele albums op.
Street maakt deel uit van de groepen Orange then Blue en Sephardic Tinge. In 2010 toerde hij als bassist in het trio van John Scofield in Amerika.